# 维尔欧瓦勒
维尔欧瓦勒（法語：Wihr-au-Val，法語發音：[viʁ o val] ⓘ）是法国上莱茵省的一个市镇，属于科尔马-里博维莱区。

## 地理
维尔欧瓦勒（48°3'12"N, 7°12'20"E）面积12.54 平方千米，位于法国大東部大區上莱茵省，该省份为法国东部内陆省份，是阿尔萨斯的一部分，今与下莱茵省组成了阿尔萨斯欧洲集体，其北临下莱茵省，西接孚日省，西南接贝尔福地区省，东侧沿莱茵河与德国相望，南与瑞士接壤。
与维尔欧瓦勒接壤的市镇（或旧市镇、城区）包括：温策奈姆、弗格特林索芬、格里斯巴克欧瓦勒、甘斯巴克、奥尔贝、拉巴罗什、瓦尔巴克。
维尔欧瓦勒的时区为UTC+01:00、UTC+02:00（夏令时）。

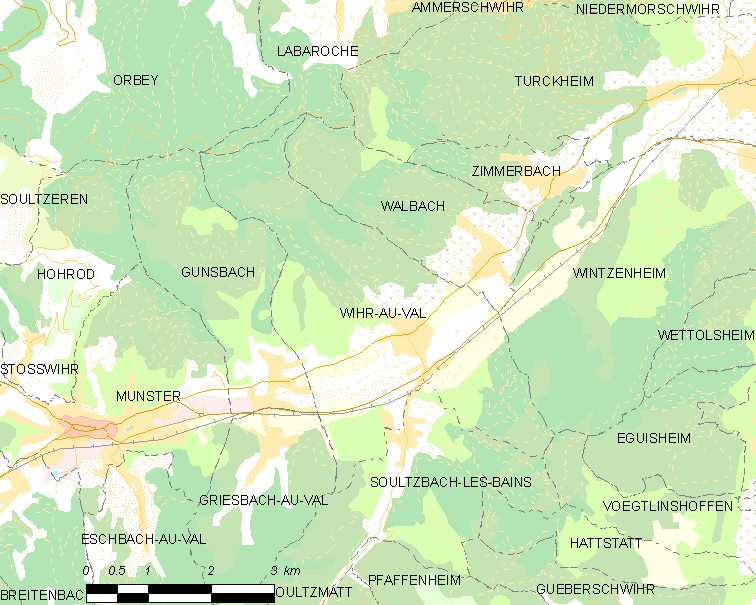
维尔欧瓦勒的OSM定位图

## 行政
维尔欧瓦勒的邮政编码为68230，INSEE市镇编码为68368。

## 政治
维尔欧瓦勒所属的省级选区为温策奈姆县。

## 人口

1962-2008年间维尔欧瓦勒人口变化图示

维尔欧瓦勒于2022年1月1日时的人口数量为1208人。